# エゾオグルマ
エゾオグルマ（蝦夷小車、学名：Senecio pseudoarnica ）は、キク科キオン属の多年草 。

## 特徴
植物体全体に多肉。茎は基部から分枝し直立して、高さ30-50cmになり、多くの葉をつける。根出葉は茎の中部から出る葉より小さいが、花時には枯れて無い。茎の中部から出る葉は倒卵状長楕円形または長楕円形で、長さ12-15cm、幅4.5-5.5cmになり、先端は鈍頭、基部は次第に狭くなり、やや茎を抱く。縁に微凸な鋸歯がある。
花期は8月。頭状花序は径3.5-4.5cmになり、茎先に1-30個が散房状につく。花柄は長さ1.5-3.5cmになり、線形で長い苞が多数つく。総苞は半球形になり、総苞片は重ならず一列に並び、狭長楕円形で片の先端は鋭くとがる。頭花は周辺の一列の舌状花と中の筒状花からなる。舌状花冠は長さ17-24mm、幅3-5mmで黄色。花柱の枝の先は切形となり、短毛がある。果実は痩果で、長さ5mmの円柱形で縦条がある。冠毛は長さ10mmになる。

## 分布と生育環境
日本では、北海道、本州（青森県）に分布し、海岸の砂浜に生育する。本州では、青森県のほかに、岩手県、秋田県、新潟県でも確認されている。国外では、朝鮮半島、中国大陸東北部、ウスリー、カムチャツカ半島、北アメリカ大陸東部に分布する。

## 名前の由来
種小名 pseudoarnica のうち、pseudo- は、「偽の-」「-に似た」の意味で、pseudo-arnica のうち、Arnica はキク科ウサギギク属の属の学名。

## ギャラリー
- 花柄から線形で長い苞が多数つく。